# Yanta
Yanta (en chino:雁塔区, pinyin:Yàntǎ qū) es un distrito urbano bajo la administración directa de la subprovincia de Xi'an. Se ubica al sureste de la provincia de Shaanxi, este de la República Popular China. Su área es de 152 km² y su población total para 2015 fue de +1,2 millones de habitantes.

## Administración
El distrito de Yanta se divide en 10 pueblos que se administran en subdistritos.